# Gnathia johanna
Gnathia johanna är en kräftdjursart som beskrevs av Théodore Monod 1926. Gnathia johanna ingår i släktet Gnathia och familjen Gnathiidae. Inga underarter finns listade i Catalogue of Life.